# Базилевич Петро Овсійович
Петро Овсійович Базилевич (1867 — після 1949, Югославія) — землемір, член III Державної думи від Чернігівської губернії.

## Життєпис

### Походження та ранні роки
Народився в родині державного селянина Овсія Антиповича Базилевича та Анастасії Василівни, уродженки села Івот Івотської волості Новгород-Сіверського повіту. Освіту здобув у двокласному народному училищі в селі Івот, а згодом — у сільськогосподарській школі першого розряду в маєтку Неплюєвих (Воздвиженський хутір), що дало йому фах землеміра.

### Громадська та політична активність
Працював приватним землеміром. Мав 3 десятини надільної та 30 десятин своєї землі. Обирався гласним Новгород-Сіверського повітового та Чернігівського губернського земських зборів. Був піклувальником народного училища.
У 1907 році, маючи 40 років, був обраний депутатом III Державної думи Російської імперії від Чернігівської губернії. Входив до фракції октябристів, працював у комісіях з питань переселенської справи та недоторканності особи. Після завершення депутатства — член опікунської ради Новгород-Сіверської жіночої гімназії.
Наприкінці 1912 року — член опікунської ради Новгород-Сіверської жіночої гімназії.
Обирався депутатом земських зібрань Новгород-Сіверського повіту та Чернігівської губернії, був попечителем місцевого народного училища.

### Участь у визвольних змаганнях
У 1918 році за гетьманату Павла Скоропадського брав участь у створенні в рідному селі осередку на підтримку Української Держави. У нейтральній зоні між військами УНР та більшовиками сприяв формуванню «Івотської республіки» — самоврядного козацького утворення на чолі з полковником Іваном Ладинським. Після більшовицького наступу республіка зазнала поразки.

### Еміграція та останні роки
Після встановлення на Сіверщині радянської окупаційної влади емігрував у грудні 1918 року до Румунії, пізніше перебував у Югославії, звідки листувався з родичами. Через ускладнення радянсько-югославських відносин повернутися в Україну не зміг. Помер у Югославії після 1949 року, точна дата смерті невідома.

## Родина
Був одружений. Можливо, про його сина згадано в іменних списках втрат солдатів і офіцерів Першої світової війни 1914-1918 років, зокрема у Списку військових чинів 125-го піхотного Курського полку від 18 вересня 1915 року. Згідно з архівними даними Російського Державного Воєнно-історичного архіву, рядовий 125-го піхотного Курського полку, уродженець Чернігівської губернії, Новгород-Сіверського повіту, Івотської волості, села Шатрищі, був убитий у період з 1 серпня 1914 року по 31 жовтня 1915 року.